# يوتسوكيدو (تشيبا)
مدينة يوتسوكيدو (بالإنجليزية: Yotsukaidō)‏ هي إحدى المدن التابعة لولاية تشيبا. تأسست رسميًا في 1 أبريل 1981. ويقدر عدد سكانها بـ 85738 نسمة حسب تقدير مكتب الإحصاء الياباني لعام 2012. تبلغ مساحة يوتسوكيدو 34.7 كم2. بكثافة سكانية تبلغ 2471 نسمة/كم2.